# Spragueia trifariana
Spragueia trifariana là một loài bướm đêm trong họ Noctuidae.